# Kanton Amiens-3 (Nord-Est)
Der Kanton Amiens-3 (Nord-Est) war von 1801 bis 2015 ein französischer Wahlkreis im Arrondissement Amiens, im Département Somme und in der Region Picardie; sein Hauptort war Amiens. Der Kanton lag im Mittel 32 m hoch, zwischen 14 m und 106 m. Die höchste und die niedrigste Erhebung lagen jeweils in Amiens.

## Gemeinden
Der Kanton bestand aus einer Gemeinde und einem Teil der Stadt Amiens (angegeben ist die Gesamteinwohnerzahl; im Kanton lebten etwa 15.200 Einwohner der Stadt):
| Gemeinde | Einwohner Jahr | Fläche km² | Bevölkerungsdichte | Code INSEE | Postleitzahl |
| -------- | -------------- | ---------- | ------------------ | ---------- | ------------ |
| Amiens   | 132.699 (2013) | –          | – Einw./km²        | 80021      | 80000        |
| Rivery   | 3.437 (2013)   | 6,37       | 540 Einw./km²      | 80674      | 80136        |